# Kirensk
Kirensk (rusky Киренск) je město v Irkutské oblasti v Ruské federaci. Při sčítání lidu v roce 2010 měl dvanáct tisíc obyvatel.

## Poloha a doprava
Kirensk leží nad ústím Kirengy do Leny. Od Irkutsku je vzdálen přibližně 700 kilometrů severně. Bližší větší města jsou Usť-Kut ležící na jihozápad vzdušnou čarou 170 kilometrů (proti proudu Kirengy 308 kilometrů) a Severobajkalsk ležící 250 kilometrů na jihojihovýchod.
Kirensk nemá trvalé pozemní silniční spojení – silnice končí na druhém břehu Leny. Tu je v zimě možné přejíždět po ledovém mostě. Po splavné Leně je naopak možno plout lodí – je zde říční přístav. Celoročně funguje Kirenské letiště.

## Dějiny
Kirensk založil Vasilij Jermolajevič Bugor se svými kozáky v roce 1630 pod jménem Nikolskij pogost (Никольский погост). V roce 1665 došlo spolu s vybudováním ostrohu k přejmenování podle řeky Kirengy na Usť-Kirenskij ostrog (Усть-Киренский острог), krátce Kirenskij ostrog.
Od roku 1775 je Kirensk městem.
Od devatenáctého století byl Kirensk jedním z cílů politických vyhnanců – žili zde mj. Józef Piłsudski a Ales Harun.